# Ahmadu Lobbo
Ahmadu Lobbo, noto anche come Seku Amadu (Macina, 1775 – Macina, 20 aprile 1845), è stato un religioso maliano.
Riformatore di etnia fulana, fondò il califfato di Hamdullahi, conosciuto anche come il califfato di Macina nel 1818. 

## Biografia
Egli fu maestro della Qadiriyya ed avvicinò a sé numerosi seguaci. Influenzato dalla figura di Usman dan Fodio, aderì al movimento di riforma noto come Jihad Fula che, predicando il ritorno ad un islam puro, portò all'egemonia dei Fulani a partire dal XVII secolo in varie regioni dell'Africa. 
Ahmadu Lobbo portò avanti il suo jihād contro i governanti della regione del Macina che, a suo giudizio, non erano sinceri mussulmani e troppo assoggettati dell'Impero Bamana, regno in cui vigeva l'Animismo e quindi pagano. Nel 1818 sorse quindi, grazie alla sua guida, un califfato che si estendeva da Djenné a Timbuctù con capitale Hamdallahi.
Dopo la sua morte, avvenuta nel 1845, il califfato continuò sotto la guida di due suoi figli, ma cadde nel 1862 a seguito del jihad di Al-Ḥāǧǧ ʽUmar che portò alla morte di oltre 70.000 persone e all'esecuzione di Ahmadu III. Da quel momento la regione fu sotto il dominio Toucouleur fino all'arrivo dei francesi nel 1893.